# Povijesno središte Varšave
Povijesno središte Varšave (polj. Stare Miasto) uvršteno je 1980. godine na UNESCO-ov popis mjesta svjetske baštine u Europi kao jedinstven primjer poslijeratne obnove starog središta grada, koje sadrži primjerke građevina u svim povijesnim razdobljima od 13. do 20. stoljeća. U izvornom stilu su obnovljeni stari srednjovjekovni grad, stari trg, gradske povijesne kuće, zeleni krug na mjestu gradskih zidina s utvrdom Barbikan, vjerske građevine, Kraljevski dvorac sa Sigmundovim stupom.
Povijesno središte Varšave počelo je nastajati u 13. stoljeću oko dvorca vojvoda od Mazovije, koji je kasnije postao Kraljevski dvorac. U samim počecima, za zaštitu je okružen zemljanim zidom, a oko 1339. zamijenjen je kamenim zidom. Glavni trg i mjesto trgovanja (polj. Rynek Starego Miasta), sagrađen je krajem 13. stoljeća ili početkom 14. stoljeća. Ovaj trg je povezivao dvorac s Novim gradom (polj. Nowe Miasto). Od 19. stoljeća četiri strane Trga dobila su imena važnih Poljaka, koji su živjeli na tom trgu. To su: Jan Dekert (sjever), Franciszek Brass (istok), Ignacije Zakrzewski (jug) i Hugo Kołłątaj (zapad). 
Na početku Drugog svjetskog rata 1939., područje je teško stradalo u terorističkom bombardiranju njemačkih zračnih snaga Luftwaffe. Tijekom opsade Varšave, započela je obnova povijesnih građevina. Međutim, nakon Varšavskog ustanka 1944., sve zgrade su Nijemci sustavno dignuli u zrak. Nakon rata brzo je obnovljena cijela četvrt, a nastojalo se što je više bilo moguće, da bude kao i prije. U spomen na ustanak otkriven je spomenik 1983. godine. 

## Galerija

### Crkve
- Katedrala sv. Ivana, 14. stoljeće
- Isusovačka crkva, 1609.
- Crkva sv. Martina, 1353. - 1752.

### Zidine
- Barbikan, 1548.
- Topnički toranj, nakon 1379.
- Obrambene zidine, detalj

### Drugo
- Ulica Szeroki Dunaj
- Ulica Piwna
- Topnički trg